# Prochiloneurus seini
Prochiloneurus seini är en stekelart som först beskrevs av Dozier 1927.  Prochiloneurus seini ingår i släktet Prochiloneurus och familjen sköldlussteklar. Inga underarter finns listade i Catalogue of Life.